# أريجانا بوراس
أريجانا بوراس (ولدت في 15 كانون الأول / ديسمبر 1976) هي متزلجة بوسنية تنافست في دورة الألعاب الأولمبية الشتوية عام 1992 مثلت يوغوسلافيا في الألعاب الأولمبية الشتوية 1994 ومثلت البوسنة والهرسك في دورة الألعاب الأولمبية الشتوية 1998.

## روابط خارجية
- أريجانا بوراس على موقع الاتحاد الدولي للتزلج (التزلج على المنحدرات الثلجية) (الإنجليزية)
- أريجانا بوراس على موقع اللجنة الأولمبية الدولية (الإنجليزية)
- أريجانا بوراس على موقع أوليمبيديا (الإنجليزية)